# 김장생 선생 묘소 일원
김장생 선생 묘소 일원(金長生 先生 墓所 一圓)은 대한민국 충청남도 논산시 연산면 고정리에 있는 무덤이다. 1984년 7월 26일 충청남도의 기념물 제47호로 지정되었다.

## 개요
조선 중기의 대학자였던 사계(沙溪) 김장생(1548∼1631) 선생과 광산 김씨의 중흥을 이룬 허씨 부인, 김철산, 김겸광, 김공휘 등의 묘지이다.
김장생은 송악필과 이이의 문하에서 학문을 배웠으며, 임진왜란 때에는 명나라 군대의 군량조달에 공을 세우기도 하였다. 늦은 나이에 벼슬을 시작하였고 과거를 거치지 않았기 때문에 중요한 벼슬은 맡지 않았으나 인조반정 이후로는 서인을 중심으로 한 기호학파의 중심 인물이 되어 영향력이 매우 컸다. 그는 주로 학문과 교육에 시간을 보내면서 조선 예학의 한 줄기를 형성했고 제자로 송시열과 송준길 등의 대학자를 배출했다.
묘역은 주변이 소나무숲으로 둘러 싸여 있고 김씨 일가의 묘소와 사당, 비 등이 한곳에 모여 있다. 이곳은 조선시대 전기간에 걸쳐 정치·군사·학문에 커다란 영향을 미친 광산 김씨의 정신적 터전을 이루는 유서 깊은 곳이다.

## 같이 보기
- 김장생

## 참고자료
- 김장생 선생 묘소 일원 - 국가유산청 국가유산포털